# Super Mario Bros. 2
Super Mario Bros. 2 — відеогра в жанрі платформної аркади, розроблена і видана Nintendo для консолі NES, продовження Super Mario Bros. У Північній Америці поступила в продаж в жовтні 1988 року, в Європі — у квітні 1989-го. Являла собою перероблену версію гри Doki Doki Panic, випущеної виключно на території Японії. Super Mario Bros. 2 в Японії була видана лише в липні 1992 року під назвою Super Mario USA.

## Геймплей

Геймплей

Гра представляла помітно змінений геймплей, який урізноманітнював процес проходження гри й вимагав від гравця вироблення нової тактики. Основна зміна торкнулося схеми взаємодії із супротивниками: прийнята в попередніх іграх серії модель, в якій Маріо міг вбити ворога, стрибнувши на нього зверху (якщо тільки це не був їжатець або хтось інший, захищений шипами) була усунена. Замість цього була додана можливість кидати в супротивника різні предмети, розподілені з ігрових рівнів (найчастіше висмикнуті з землі овочі, а також інших противників). Предмет можна взяти, попередньо стрибнувши йому на голову. Таким чином у Super Mario Bros. 2 супротивника можна вбити тільки за допомогою стороннього предмета, іншого супротивника, або взявши бонус — «зірку», що дає невразливість.
У грі був введений рівень здоров'я, вимірюваний кількістю червоних шестикутниківу лівому верхньому куті екрану. У попередніх іграх шкали здоров'я не було — при контакті з ворогом Маріо моментально втрачав життя, а якщо в цей момент він перебував у «просунутому» стані, то повертався до попереднього (Fiery Mario і Super Mario ставали звичайним Mario). Таким чином, у Super Mario Bros. 2 гравець міг кілька разів зіткнутися з противником, перш ніж втратити одне життя.
Також гравцеві була надана можливість вибору одного з чотирьох ігрових персонажів: Маріо, Луїджі, Піч і Тоад. Раніше гравець міг вибирати тільки між Маріо і Луїджі (і лише в режимі двох гравців), при цьому різниця між персонажами полягало в тому, що Луїджі стрибав далі Маріо і сильніше «пробуксовував». Усі чотири персонажі Super Mario Bros. 2 володіють унікальними для кожного з них здібностями, які визначають стиль проходження гри.
Крім цього в гру була додана міні-гра, що працює за принципом однорукого бандита: гравець може заробити бонуси, що полегшують проходження.

## Dream Factory: Heart-Pounding Panic
Такі серйозні зміни в геймплеї обумовлені тим, що Super Mario Bros. 2 не розроблялася спочатку як самостійний продукт, а була переробленої версією іншої гри — «Yume Kōjō: Doki Doki Panic» (дизайнером якої також був Шіґеру Міямото).
Відповідальні особи Nintendo of America визнали випуск на американський ринок японської версії Super Mario Bros. 2 зв'язаним з фінансовим ризиком (американські покупці, на їхню думку, не були готові до високої складності гри). Результатом чого стало рішення адаптувати «Doki Doki Panic» під всесвіт Маріо. 
«Yume Kōjō: Doki Doki Panic» (англ. Dream Factory: Heart-Pounding Panic) використовувала близькосхідний антураж і вийшла виключно на японському ринку. Для стилізації під серію ігор з Маріо були змінені спрайт персонажів (Brother, Mama, Sister, Papa) і деяких предметів, покращена анімація рухів і рівнів, змінено музичне оформлення. 
Пізніше японська версія Super Mario Bros. 2 була позбавлена проблематичних елементів і вийшла за межами Японії під назвоюThe Lost Levels.

## Успіх
Гра була прихильно зустрінута гравцями і стала п'ятою у списку найбільш продаваних ігор для NES. І хоча в цілому було продано понад 7 мільйонів копій,  популярнішою вважається послідувала за нею Super Mario Bros. 3, в якій розробники повернули колишню ігрову схему, додавши, тим не менш, деякі нововведення (на кшталт міні-карти ігрового світу, можливості літати над землею при використанні бонус «Super Leaf» та міні-ігор).

## Ремейки
У 1993 році гра була включена до збірки Super Mario All-Stars для SNES разом ізSuper Mario Bros., The Lost Levels, Super Mario Bros. 3.
У 2001 році в рамках проекту Super Mario Advance гра була портована для GBA
З травня 2005 року доступна в сервісі Virtual Console Wii.